# Djebala
Djebala è un comune dell'Algeria, situato nella provincia di Tlemcen. Confina a nord con Tienet, ad ovest con Souani, a sud con Hammam Boughrara, ed ad est con Nedroma.

## Geografia antropica
Il comune, capoluogo dell'omonimo distretto, è stato istituito nel 1984.
Località del comune sono:
- Houanet
- Adjaidja
- Ternana
- Ouled Abbès
- Ouled Taleb
- Bab Téine
- Ouled Berramdane
- Zourana
- M'Sifa
- Ouled Berrahou
- Aïn El Ayoun
- Hraïk
- Aïn Ghroussat
- Ouled Benhamdoune
- Haouata
- Larous
- Bensmia
- Mkhatarksah
- Benhamirat